# Phạm Tiến Cương
Phạm Tiến Cương là một tướng lĩnh của lực lượng Công an nhân dân Việt Nam với quân hàm Thiếu tướng. Ông hiện là Phó Tư lệnh Bộ Tư lệnh Cảnh vệ (Việt Nam), từng giữ chức vụ Phó Tư lệnh phụ trách Bộ Tư lệnh Cảnh vệ (Việt Nam).

## Tiểu sử
Ông sinh năm 1964, quê quán xã Vũ Lễ, huyện Kiến Xương, tỉnh Thái Bình.
Từ tháng 8 năm 2015 đến tháng 8 năm 2018, Phạm Tiến Cương là Đại tá Công an nhân dân Việt Nam, Phó Tư lệnh Bộ tư lệnh Cảnh vệ.
Từ tháng 9 năm 2018 đến tháng 8 năm 2019, Phạm Tiến Cương là Phó Tư lệnh phụ trách Bộ Tư lệnh Cảnh vệ (Việt Nam).
Tháng 1 năm 2019, Phạm Tiến Cương là Đại tá, Phó Bí thư Đảng ủy Bộ Tư lệnh, Phó Tư lệnh Bộ Tư lệnh Cảnh vệ.
Tháng 3 năm 2019, Phạm Tiến Cương là Thiếu tướng Công an nhân dân Việt Nam, Phó Tư lệnh phụ trách Bộ Tư lệnh Cảnh vệ.

## Lịch sử thụ phong quân hàm
| Năm thụ phong | –      | 2019        |
| ------------- | ------ | ----------- |
| Quân hàm      |        |             |
| Cấp bậc       | Đại tá | Thiếu tướng |